# Lady Gaga (canción)
«Lady Gaga» (estilizado en mayúsculas) es una canción de los cantantes de música regional mexicana Peso Pluma, Junior H y Gabito Ballesteros. Fue escrita por Alexis Armando Fierro Román y coescrita y producida por Ballesteros. Fue publicada el 22 de junio de 2023 como parte del tercer álbum de estudio de Peso Pluma Génesis y se lanzó el 20 de julio como el séptimo sencillo del álbum. La canción toma ese nombre por la mención en su letra de la bebida Rosé Lady Gaga del champán Dom Pérignon, la letra también hace referencia a la vida lujosa y de mucho dinero.

## Recepción

### Comentarios de la crítica y medios
La canción recibió críticas mayormente positivas, en las que los medios la resaltaban por encima de las demás canciones del álbum aún sin ser lanzada como sencillo oficial. El sitio web jenesaispop.com la describió como: "un nuevo himno etílico y adicto de Peso Pluma, tan lleno de melancolía como de instrumentos de viento y guitarra. [...] tiene un corte tan hedonista en su invitación a disfrutar del presente, como a la vez triste en sus tarareos y melodía principal". El sitio de música Pitchfork publicó: "(la canción) le da un giro al corrido clásico con referencias a Grand Theft Auto, Instagram y la cultura de los influencers." también la describió como: "una canción de rap sureño de «chico triste» sobre cómo el dinero puede comprar todo, además de una conexión genuina (entre los cantantes)." El sitio Sónica la nombró como la «canción del verano».

### Desempeño comercial
Al momento de publicarse el álbum Génesis en plataformas digitales, la canción fue la que más sobresalió de este en streaming, en las primeras horas se colocó #1 en Top Canciones México en la plataforma Spotify, logrando ser top 10 en Estados Unidos y globalmente; top 15 en Guatemala; top 50 en Honduras, El Salvador y Nicaragua y top 100 en Colombia, Ecuador, Bolivia y Panamá. En YouTube México, se colocó como #2 en tendencias durante sus primeros 4 días de estreno.

## Video musical
Un videoclip oficial se publicó el 20 de julio de 2023 en el canal de YouTube de Peso Pluma. El video fue dirigido por Fernando Lugo y producido por Fabiana Olive. Desde su estreno, se colocó como #1 en tendencias en YouTube México.

## Posicionamiento en listas
| Lista (2023)                       | Mejor posición |
| ---------------------------------- | -------------- |
| Bolivia (Bolivia Songs)            | 24             |
| Ecuador (Ecuador Songs)            | 17             |
| Estados Unidos (Billboard Hot 100) | 35             |
| Estados Unidos (Hot Latin Songs)   | 1              |
| Global 200 (Billboard)             | 14             |
| México (Mexico Songs)              | 1              |